# Andreaea acuminata
Andreaea acuminata är en bladmossart som beskrevs av Mitten in J. D. Hooker och William M. Wilson 1859. Andreaea acuminata ingår i släktet sotmossor, och familjen Andreaeaceae. Inga underarter finns listade i Catalogue of Life.